# Deadly Outbreak
Deadly Outbreak (br: Força de Ataque) é  um filme produzido nos Estados Unidos em 1995, co-escrito por Harel Goldstein e Charles Morris Jr.  e dirigido por Rick Avery.

## Sinopse
Terroristas trocam de identidade com cientistas americanos que viajam para Israel a fim de conhecer nova descoberta na guerra química. Uma vez dentro das instalações do exército, apenas um homem poderá impedir que eles roubem o segredo.

## Elenco
- Jeff Speakman... Sgt. Dutton Hatfield
- Ron Silver... Colonel Baron
- Rochelle Swanson... Dr. Allie Levin
- Jack Adalist	... Ramos
- Jonathan Sagall... Gallo
- Yehuda Elboim	... Lt. Benny Epstein